# 西北工业大学
西北工业大学（英語：Northwestern Polytechnical University），简称西工大，旧称国立西北工学院、西北工学院，是一所位于陕西省西安市的公立大学，是一所以发展航空、航天、航海（三航）等领域人才培养和科学研究为特色的多科性、研究型、开放式大学，现隶属于中华人民共和国工业和信息化部，為國防七子之一。学校现有两个校区，其中长安校区位于西安市长安区，友谊校区位于碑林区，在江苏省太仓市设有太仓智汇港，在哈萨克斯坦设有分校。
西北工业大学是中华人民共和国顶尖高校之一，是“双一流A类”和原“985工程”、原“211工程”重点建设大学。西工大的前身为1938年由国立北洋工学院、国立北平大学工学院、国立东北大学工学院、私立焦作工学院在陕西汉中组建的国立西北工学院；1946年迁至咸阳，1950年更名为西北工学院；1952年交通大学、浙江大学、南京大学的航空工程系在南京组建华东航空学院；1956年迁至西安，更名为西安航空学院；1957年，西北工学院与西安航空学院合并组建西北工业大学；1970年，原中国人民解放军军事工程学院航空工程系整体并入。

## 历史

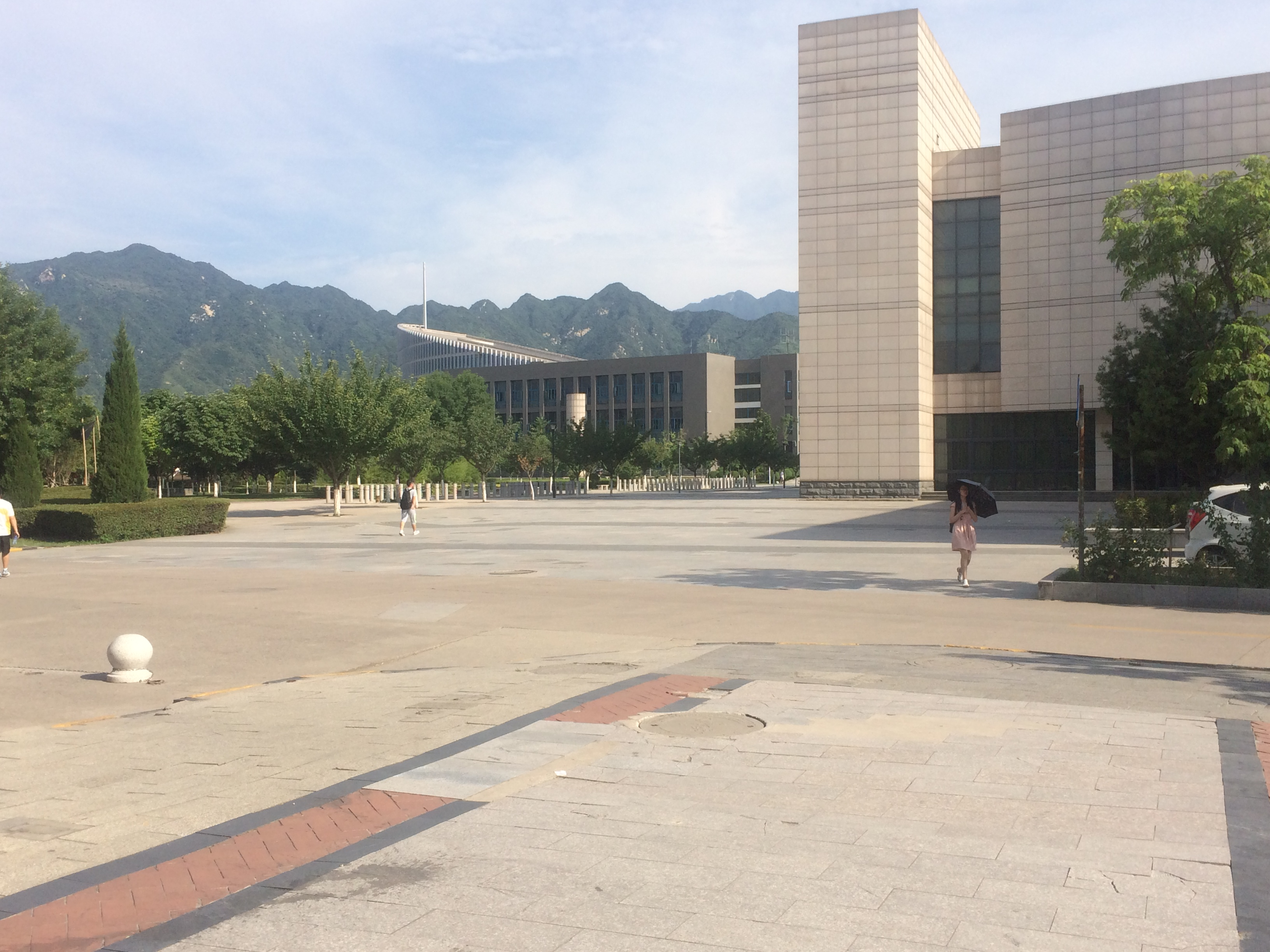
西北工业大学

西北工业大学1957年由西安航空学院与西北工学院合并成立，1970年中国人民解放军军事工程学院空军工程系整体迁并入校。西安航空学院原名华东航空学院，1952年由南京大学、交通大学、浙江大学三校的航空工程系在南京合并组建，1956年内迁西安并更名为西安航空学院。西北工学院的前身是1938年由北洋工学院、北平大学工学院、东北大学工学院、焦作工学院联合成立的国立西北工学院，1957年西北工学院的机械系、水中兵器系等及学院机构迁至西安航空学院，合并为西北工业大学。
1960年被国务院确定为全国重点大学；“七五”、“八五”均被国务院列为重点建设的全国15所大学之一；“九五”首批进入国家“211工程”立项建设；“十五”进入国家“985工程”重点建设，是全国首批设立研究生院和国家大学科技园的高校之一。设有基础研究院、国防研究院、西北工业技术研究院和全国最大的无人机研究与发展基地。
2018年6月29日，西北工业大学与江苏省太仓市人民政府签约，在太仓市娄江新城建设西北工业大学太仓校区，2019年8月28日动工建设，2021年7月一期工程竣工，2021年9月正式投用。2022年11月更名为西北工业大学太仓智汇港。
2020年3月18日，经中华人民共和国教育部批准，西北工业大学管理的独立学院脱离并转设为民办本科院校。西北工业大学明德学院转设为西安明德理工学院。
2022年7月4日，由西北工业大学航天学院空天组合动力创新团队牵头研制的“飞天一号”火箭冲压组合动力飞行器在中國西北某基地发射成功。这是国际首次验证了煤油燃料火箭冲压组合循环发动机火箭/亚燃、亚燃、超燃、火箭/超燃的能力。
2022年6月22日，西北工业大学有表示有境外的黑客组织向学校师生发送包含木马程序的钓鱼邮件。9月5日，中国国家计算机病毒应急处理中心和奇虎360科技有限公司表示西北工业大学遭受美国国家安全局下属的特定入侵行動辦公室入侵。中国外交部就此向美方提出交涉。2023年9月，国家计算机病毒应急处理中心和360公司表示锁定了發動攻擊的美国国家安全局工作人员的真实身份。
2023年5月，西北工业大学和哈萨克斯坦国立大学合作共建西北工业大学哈萨克斯坦分校，首批将招收60名新材料、计算机、通讯专业的硕士研究生。10月12日，西北工业大学哈萨克斯坦分校在阿拉木图正式启用。
2025年6月23日，由西北工业大学空天组合动力团队牵头研制的“飞天二号”飞行器在中国西北某地成功开展了试飞试验，国际首次获得了煤油/过氧化氢推进剂火箭冲压组合动力的变结构进气、变推力加速、变攻角自主飞行等科学数据。

## 学校文化

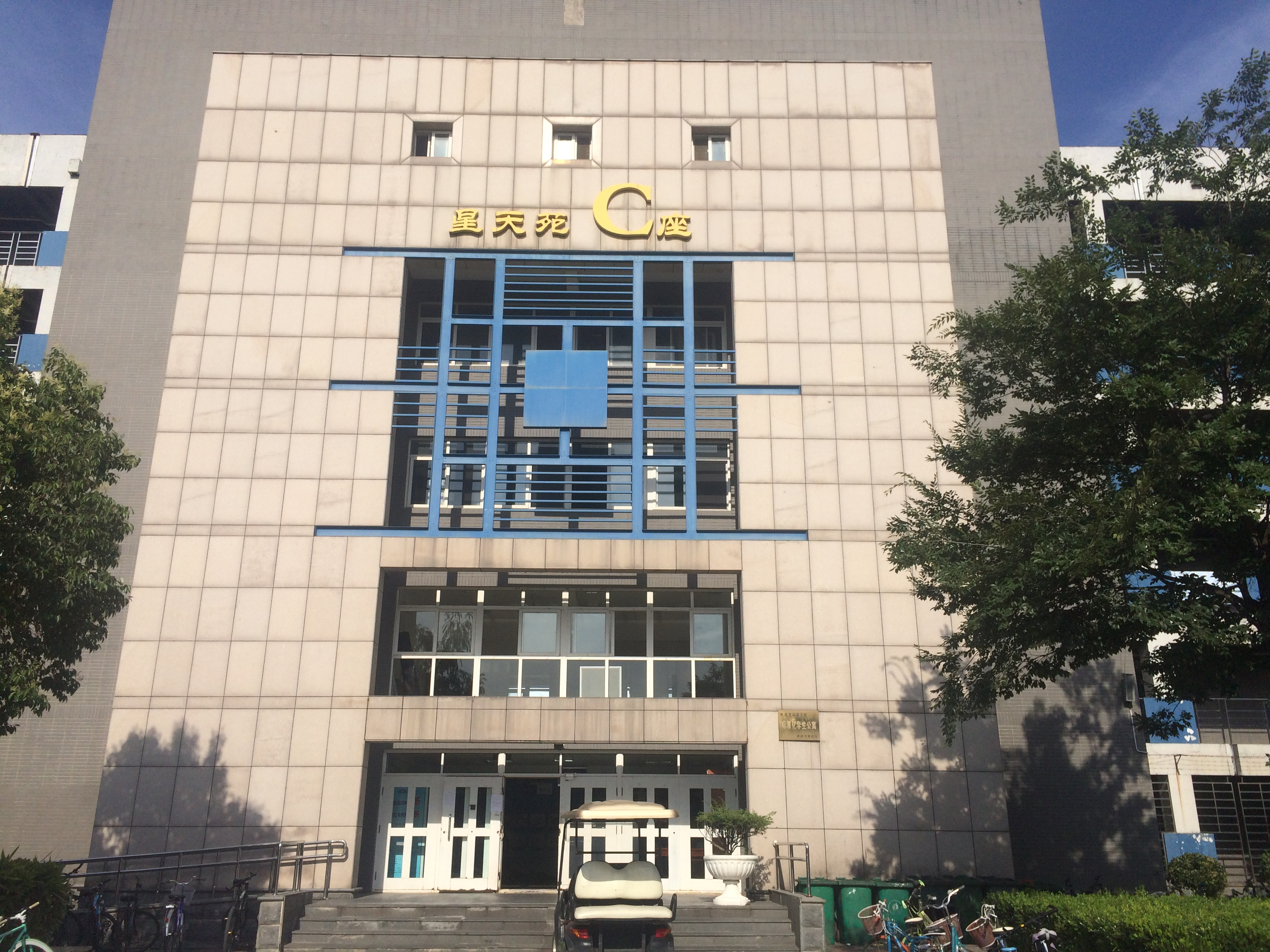
西北工业大学星天苑宿舍楼

### 校徽
标志为圆形，中间三角代表飞行器，示意西工大“航空”特色；中间浪花代表海洋，示意西工大“航海”特色；中间点状圆环代表大气层，示意西工大“航天”特色。标志中“1938”字样表明学校的建校时间，并有学校的中英文标准字及标准译文。

### 校训
校训为“公、诚、勇、毅”。“公诚”是为人处世的行为准则，“勇毅”则体现了求知与工作的拼搏精神。
- 公，公为天下，报效祖国，是做人的行为准则，所以为公，其意为公正、公平，秉公理事，乃至具有大公无私的精神。
- 诚，诚实守信，襟怀坦荡，是做人的基本素质，意谓真心实意，诚实守信、言行一致。
- 勇，勇猛精进，敢为人先，是一个人的精神。意为勇于进取，勇于开拓，勇敢坚强。
- 毅，毅然果决，坚韧不拔，是一个人意志力的体现。意为坚决，刚毅，有坚强的毅力。

## 院系组成

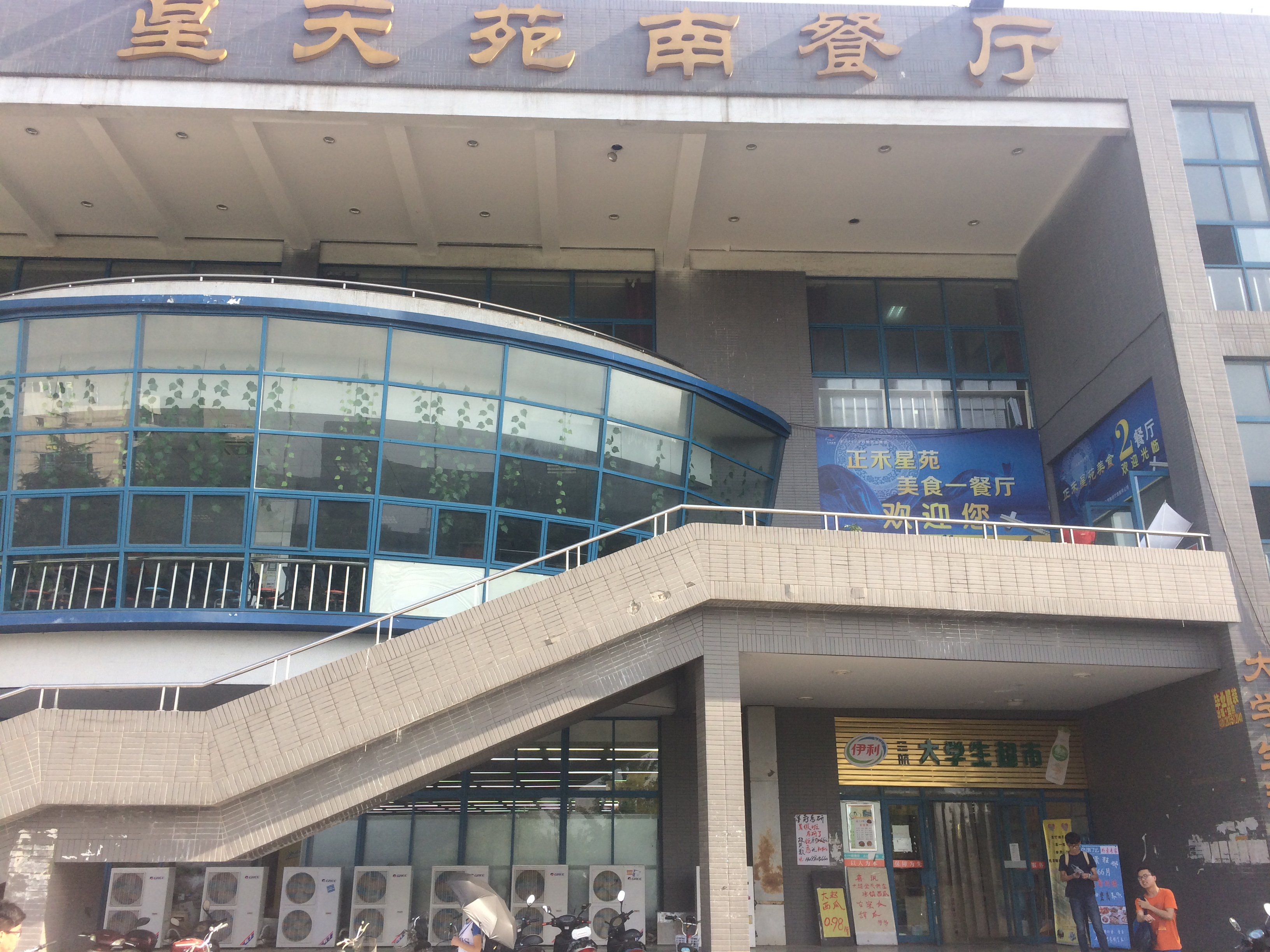
西北工业大学星天苑南餐厅

### 专业学院
- 航空学院-1院
- 航天学院-2院
- 航海学院-3院
- 材料学院-4院
- 机电学院-5院
- 力学与土木建筑学院-6院
- 动力与能源学院-7院
- 电子信息学院-8院
- 自动化学院-9院
- 计算机学院-10院
- 物理科学与技术学院-原11院应用物理系
- 数学与统计学院-原11院应用数学系
- 化学与化工学院-原11院化学工程系
- 管理学院-12院
- 人文与经法学院-13院
- 软件学院-14院
- 生命学院-15院
- 外国语学院-16院
- 微电子学院-17院
- 馬克思主義學院
- 伦敦瑪麗女王大學工程學院-QM院
- 教育实验学院-HC院

### 其他学院
- 国际教育学院
- 继续教育学院
- 网络教育学院
- 国家保密学院

## 科研机构
西北工业大学建有8个国家级重点实验室，其中1个国家重点实验室，7个国防科技重点实验室，2个国家工程研究中心，3个国家级国际科技合作基地，1个国防科技创新中心，4个国家地方联合创新平台，77个省部级重点实验室和工程中心。

| - 凝固技术国家重点实验室 - 水下信息与控制国防科技重点实验室 - 无人机特种技术国防科技重点实验室 - 超高温复合材料国防科技重点实验室 - 翼型叶栅空气动力学国防科技重点实验室 - 固体火箭发动机燃烧、热结构与内流场国防科技重点实验室 - 航天飞行动力学技术国防科技重点实验室 - 无人机系统国家工程研究中心（筹） - 陶瓷基复合材料制造技术国家工程研究中心（筹） - 声学工程与检测技术国家专业实验室 - 动力学与强度国家专业实验室 - 热工程信息处理国家专业实验室 - 计算机辅助设计与制造国家专业实验室 - 现代设计与集成制造技术教育部重点实验室 - 空间应用物理与化学教育部重点实验室 - 空天信息感知与光电控制教育部重点实验室 - 空天微纳系统教育部重点实验室 - 信息融合技术教育部重点实验室 - 无人机先进气动布局与控制航空科技重点实验室 - 航空火力与指挥控制系统航空科技重点实验室 - 航空微电子中心航空科技重点实验室 - 空间材料科学与技术航空科技重点实验室 - 航空气动力数值模拟航空科技重点实验室 - 新概念喷气推进技术国防重点学科实验室 - 飞行器结构力学与强度 技术国防重点学科实验室 - 空间生物实验模拟技术国防重点学科实验室 | - 空间材料科学与技术陕西省重点实验室 - 摩擦焊接技术陕西省重点实验室 - 语音与图像信息处理陕西省重点实验室 - 嵌入式系统技术陕西省重点实验室 - 光信息技术陕西省重点实验室 - 凝聚态结构与性质陕西省重点实验室 - 信息获取与处理陕西省重点实验室 - 微/纳米系统陕西省重点实验室 - 高分子科学与技术陕西省重点实验室 - 飞行控制与仿真技术陕西省重点实验室 - 微特电机及驱动技术陕西省重点实验室 - 陕西省微小卫星工程实验室 - 空天飞行器设计陕西省重点实验室 - 国防科技工业难变形材料锻造技术研究应用中心 - 国防科技工业（西北）特种制造技术研究应用中心 - 嵌入式系统集成教育部工程研究中心 - 航空航天电机系统技术教育部工程研究中心 - 陕西省风机泵工程研究中心 - 陕西省旋转机械状态监测与故障诊断工程研究中心 - 西安虚拟现实工程技术研究中心 - 陕西省制造业信息化工程技术中心 - 陕西省碳/碳复合材料工程技术研究中心 - 陕西省摩擦焊接工程技术中心 - 陕西省稀土永磁电机及控制工程技术中心 - 陕西省先进材料及凝固加工工程技术研究中心 - 陕西省数字化特种制造装备工程技术研究中心 - 陕西省陶瓷基复合材料工程技术研究中心 - 陕西省制造业信息化生产力促进中心 - 西安市集成电路设计工程技术研究中心 - 陕西省电动伺服系统工程研究中心 - 陕西省高可靠无线通信技术研究工程中心 - 陕西省传感网与智能控制工程技术研究中心 - 陕西省云计算技术工程研究中心 |

## 历任校长
- 刘海滨（1956-1957）任西北工学院院长
- 寿松涛（1953-1956）任华东航空学院院长、党委书记，（1956-1957）任西安航空学院院长、党委书记，（1958-1967）任西北工业大学校长
- 王恒（1978-1982）
- 季文美（1982-1984）
- 傅恒志（1984-1992）
- 戴冠中（1992-2001）
- 姜澄宇（2001年3月-2013年1月）
- 汪劲松（2013年1月-2023年2月）
- 宋保维（2023年4月-）

## 历任党委书记
- 寿松涛（1953-1956） 任华东航空学院院长、党委书记，（1956-1957）任西安航空学院院长、党委书记，（1958-1967）任西北工业大学校长、党委第二书记、副书记
- 邓旭初（1953-1954） 华东航空学院党总支书记，华东航空学院院务委员会副主任
- 王维祺（1954-1956） 任西北工学院党委书记
- 刘海滨（1956-1957） 任西北工学院院长、党委书记，（1958-1967） 任西北工业大学党委第一书记，（1973-1982）任西北工业大学党委第一副书记、书记
- 林星（1982-1984）
- 周延海（1984-1988）
- 李保义（1988-2001）
- 叶金福（2001年3月-2010年5月）
- 陈小筑（2010年5月-2016年5月）
- 张炜（2016年5月-2023年2月）
- 李言荣（2023年2月-）